# 1517
1517 (MDXVII) fue un año común comenzado en jueves del calendario juliano.

## Acontecimientos
- El Imperio otomano derrota a los Mamelucos y se anexiona Egipto, Jordania, Siria y Arabia occidental.
- Francisco I funda la ciudad de El Havre.
- Termina la construcción de la Casa de las Conchas de Salamanca.
- Es abandonada Santa María la Antigua del Darién, Colombia debido a hostilidades de los indígenas.
- 22 de marzo: Una expedición liderada por Francisco Hernández de Córdoba llega al actual estado mexicano de Campeche.
- 31 de octubre: Martín Lutero expuso, en la puerta de la Iglesia de Todos los Santos de Wittenberg, Alemania, 95 tesis en las que denunciaba la falsedad de la seguridad prometida por las indulgencias cuya predicación y venta había sido confiada a los dominicos por orden del papa.
- 8 de noviembre: El Cardenal Cisneros muere en  Roa de Duero (Burgos) cuando acudía al encuentro de Carlos I en Mojados (Valladolid).
- 18 de noviembre: Carlos I llega a Valladolid.

## Arte y literatura
- Antonio de Nebrija publica las Reglas de ortografía en la lengua castellana.

## Nacimientos
- 10 de julio: Odet de Coligny, Cardenal de Châtillon, convertido al protestantismo (f. 1571)
- Francisco Hernández de Toledo, médico y botánico español.
- Pierre Belon, naturalista francés.
- Jacques Pelletier du Mans, matemático y poeta francés.

## Fallecimientos
- 5 de enero: Francesco Francia, pintor italiano.
- 7 de marzo: María de Aragón, reina de Portugal, consorte de Manuel I.
- 31 de octubre: Fray Bartolomeo, pintor italiano (n. 1472)
- 8 de noviembre: Cardenal Cisneros, Gonzalo Jiménez de Cisneros, político y eclesiástico español (n. 1436)
- Francisco Hernández de Córdoba, descubridor de Yucatán, descubridor español.
- Giovanni Battista Cima da Conegliano, pintor italiano (n. 1459).